# Тріумф (фільм, 1924)
Тріумф (англ. Triumph) — американський німий фільм-драма 1924 року режисера Сесіля Блаунт Де Мілля.
Де Мілль посварився з Адольфом Цукором, одним з керівників Famous Players-Lasky, через витрати на фільм «Десять Заповідей». Він завершив Тріумф та Feet of Clay, перш ніж закінчити роботу на Paramount Pictures, щоб очолити власну виробничу компанію Producers Distributing Corporation (PDC). Він повернувся до Paramount тільки після початку ери звукового кіно на початку 1930-х.

## Сюжет
Кінг Гарнет — син промисловця Девіда Гарнета. Закоханий в Анн Ленд, він пропонує її одружитися, але дівчина — працівниця фабрики батька — відхиляє його пропозицію, бо хоче зробити кар'єру співака. Після смерті промисловця, Кінг повинен успадкувати компанію, але старий Гарнет залишив положення, які зрештою сприяли Вільяму Сільверу, його незаконнонародженому сину, який став власником компанії. Кінг залишається без засобів існування. Тим часом Анн стала знаменитою оперною співачкою, але її голосові зв'язки пошкоджені під час пожежі у театрі. Вона повертається на фабрику, яка належить Сільверу. Кінг також повертається на завод, де починає працювати як працівник. Повільно він робить кар'єру і, урешті-решт, встигає повернути контроль над своєю компанією разом з дівчиною, яку він все ще любить.

## У ролях
- Літріс Джой — Анн Ленд
- Род Ла Рок — Кінг Гарнет
- Віктор Варконі
- Чарлз Стентон Огл
- Реймонд Гаттон
- Альма Беннетт